# 庫倫人

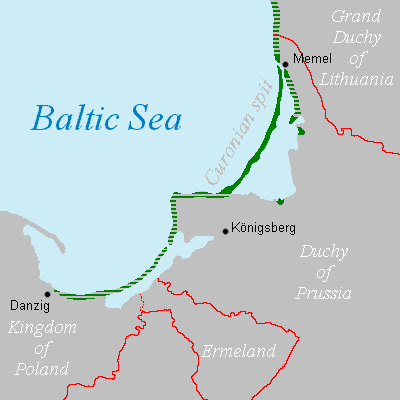
1649年的庫倫人分佈

庫倫人（德語：Kuren；波蘭語： “普魯士庫倫人”）是生活在庫爾斯沙嘴沿岸的一個幾乎滅絕的波羅的海民族。在立陶宛的語境中，庫倫人僅指說拉脫維亞西南方言的立陶宛和前東普魯士居民。立陶宛Šventoji的一些土著居民也稱自己為庫倫人（kuršiai）。